# Verlustrücklage
Die Verlustrücklage, teilweise auch als Reservefonds bezeichnet, ist eine von Versicherungsvereinen auf Gegenseitigkeit gemäß § 193 Versicherungsaufsichtsgesetz (VAG) zu bildende Rücklage, um außergewöhnliche Verluste abdecken zu können. Die Verlustrücklage ist Teil der Gewinnrücklage und zählt daher zum Eigenkapital der Gesellschaft. Höhe und jährliche Zuführung müssen in der Satzung des VVaG bestimmt werden.
Die Vorschrift des § 193 VAG lautet: Verlustrücklage. Die Satzung hat zu bestimmen, dass zur Deckung eines außergewöhnlichen Verlusts aus dem Geschäftsbetrieb eine Rücklage (Verlustrücklage, Reservefonds) zu bilden ist, welche Beträge jährlich zurückzulegen sind und welchen Mindestbetrag die Rücklage erreichen muss.